# Pablo Repetto
Pablo Eduardo Repetto Aquino, noto semplicemente come Pablo Repetto (Montevideo, 14 marzo 1974), è un allenatore di calcio uruguaiano, tecnico dell'Atlético Nacional.

## Palmarès

### Club

#### Competizioni nazionali
- Campionato ecuadoriano: 1

LDU Quito: 2018
- Copa Ecuador: 1

LDU Quito: 2018-2019
- Supercoppa ecuadoriana: 1

LDU Quito: 2020
- Campionato uruguaiano: 1

Nacional: 2022